# Pontesprit
Pontesprit (titre original : Mindbridge) est un roman de Joe Haldeman publié en 1976.

## Synopsis
En 2051, un groupe d'explorateurs aborde une planète désolée. Ils y trouvent une créature étrange capable de télépathie.

## Réception critique
La critique est divisée. Pour Actu SF, il s'agit d'une histoire « assez basique », « palotte », qui n'échappe que de peu à la banalité. Mais pour Top Livre, Pontesprit est « un space-opera d'une profonde originalité », un des cinq meilleurs livres de Joe Haldeman.